# Mirko Šarović
Mirko Šarović in serbo cirillico,  Мирко Шаровић, (Rogatica, 16 settembre 1956) è un politico bosniaco.

## Biografia
Ricoprì la funzione di presidente della Republika Srpska tra il 2000 e il 2002 dopo aver abbandonato il ruolo di membro della presidenza tripartita della Bosnia ed Erzegovina.
II 2 aprile 2003 venne accusato di traffico d'armi illegale con l'Iraq di Saddam Hussein.